# (385266) 2001 QB298
(385266) 2001 QB298 est un objet transneptunien faisant partie des cubewanos.

## Caractéristiques
(385266) 2001 QB298 mesure environ 190 km de diamètre.